# Деркачівська волость (Харківський повіт)
Деркачівська волость — адміністративно-територіальна одиниця Харківського повіту Харківської губернії.
На 1862 рік до складу волості входили:
- слобода Деркачі; 5774  мешканців. [2]]
- село Черкаська Лозова; 1966 мешканців .
- сельцо  Олексіївка; 180 мешканців .
- хутір Алешків;
- хутір Безруків;
- хутір Бережний;
- хутір Болибоків;
- хутір Бугаїв;
- хутір Гужвин;
- хутір Довгополів;
- хутір Калачинський;
- хутір Калитін;
- хутір Ключків;
- хутір Козорізів;
- хутір Кононенків;
- хутір Куликів;
- хутір Литвинів;
- хутір Мальців;
- хутір Масліїв;
- хутір Присеньків;
- поселення Польова.
- хутір Фиськів;
- хутір Шептухін;
- хутір Школин;
- хутір Шовкоплясів;

Найбільші поселення волості станом на 1885
- слобода Деркачі  — 6828 мешканців  в 940 дворових господарств.
- село Черкаське   — 1923 мешканців  в 239 дв.
- село Польове  — 1019 мешканців  в 203 дв.
- село Мала Олексіївка  —  28 мешканців  в 5 дв.
- сельцо   Личіно (Тригорське) —  18 мешканців  в 7 дв.

Найбільші поселення волості станом на 1914 рік:
- слобода Деркачі — 14600 мешканців
- село Польове — 1985 мешканців
- село Черкаська Лозова — 3359 мешканців

Старшиною волості був Гужва Петро Федотович, волосним писарем — Коробка Григорій Леонтійович, головою волосного суду — Алешко Григорій Якович.